# Cesare Bernardini
Cesare Bernardini (Lucca, 4 marzo 1811 – 20 febbraio 1882) è stato un politico italiano.

## Biografia
Nato a Lucca nel 1811, appartenente alla storica famiglia lucchese dei Bernardini, è stato gonfaloniere della sua città dall'aprile 1854 al maggio 1859, quando le milizie francesi di Girolamo Bonaparte, sbarcate a Livorno, entrarono a Lucca per raggiungere l'Abetone durante la seconda guerra d'indipendenza italiana.
Per molti anni consigliere comunale, ha svolto le funzioni di sindaco in tre occasioni: nel 1865, per pochi giorni, nel 1870 da maggio a settembre, in sostituzione di Demetrio Del Prete, e per un lungo periodo dal 1878 al 20 febbraio 1882, giorno della sua morte.
Nell'arco della sua vita fu anche consigliere provinciale, consigliere e vice-presidente della Cassa di risparmio di Lucca, sovrintendente dell'Istituto musicale Giovanni Pacini e proposto dell'Arciconfraternita della Misericordia di Lucca.
Un medaglione in marmo raffigurante Bernardini, scolpito da Emilio Bianchi, è collocato nel famedio della cappella Benemerentibus presso il cimitero urbano di Lucca.